# High Contrast
High Contrast je přezdívka velšského drum and bassového DJe a producenta Lincolna Barretta (* 18. září 1979 Cardiff,  Wales).

## Minulost
Lincoln Barrett vyrůstal více v zájmu o film a filmové soundtracky než o samotnou hudbu a dodnes je na jeho tvorbě vidět vliv soundtrack alba k filmu Mechanický pomeranč a soundtracku Vangelis k filmu Blade Runner. Po čas jeho filmových studií navštívil J Majikova Arabian Nights, který jej v jeho sedmnácti letech přivedl k drum and bassu.
Krátce nato sám začal produkovat hudbu, díky které se stal rezidentem v Cardiffské drum and bassové show zvané Silent Running. Během svého působení v Sillent Running si zahrál po boku umělců jako Grooverider a London Elektricity.
Barrettova hudba se dá jednoduše zařadit jako drum and bass, ale mnoho hudebních kritiků jej přiřazuje k liquid funku, stylu, kterému dal jméno Fabio.
Jeho hudba obsahuje motivy house, stejně jako androgynicky načasované vokály, elektronická piana, housle a jemně vložené samply.
V červnu 2002 bylo vydáno pod hlavičkou Hospital Records Barrettovo debutové LP s názvem True Colours, jež sklidilo kladné reakce nejen ze strany kritiků, ale singly 'Return of Forever' a 'Global Love' se vyšplhaly do UK singles chart. Jeho druhé album High Society vydané roku 2004 bylo jedno z nejpodařenějších drum and bassových alb roku.
6. dubna 2003 se High Contrast představil v prestižní BBC Radio 1 Essential Mix show. Jeho mix obsahoval to nej ze současné liquid funkové scény, ponejvíce skladeb bylo z dílny Hospital Records labelu. Tento mix se vysílal na Radio 1 9. ledna 2005, kdy jiný drum and bassový umělec, Andy C, nebyl schopen dodat vlastní mix.

### Současnost
Dnes patří Barrett k nejvyhledávanějším DJ a dostal nabídky k mnoha mixům – například od Missy Elliot k remixu písně 'We Run This', od The Streets k 'Has it Come to this' a od The White Stripes k 'Blue Orchid'. Barrett nepije, nekouří, nebere drogy a je vegetarián. Jeho matka je členka Welsh Assembly pro jižní Cardiff a Penarth.
Barrett v současnosti dělá rezidenta v klubech Herbal a Heaven v Londýně za Hospitality, hrává v The Welsh Club v Cardiffu a pravidelně se střídá v klubu Fabric v Londýně.
Po vydání "When The Lights Go Down", "Angels and Fly Remix" a "Days Go By" nasměroval svůj talent na tvrdší muziku než je liquid funk. V jeho novější tvorbě je o poznání více elektronických varhan, ale stále je v ní poznat klasický melodický styl.
V říjnu 2005 rozjíždí Barrett svůj vlastní label "The Contrast". První singl "Days Go By/What We Do" byl vydán na začátku listopadu 2005.
High Contrast je v současnosti na tour propagující jeho nové album "Tough Guys Don't Dance", které bylo vydáno v 1. října 2007. Druhý singl z alba – "If We Ever" je hrán top DJs ve Velké Británii. Je totiž značně hrán a podporován na BBC Radio 1 Annie Mac, Zane Lowe a Jo Whileym, kteří mu pomáhají dostat se na první místo v DnB chart, první místo v dance chart a na čtvrté místo v Indie chart.
Na rádiu 1 v Essential mixu si zahrál podruhé 7. října 2007. Tracklist si můžete prohlédnout zde. Tento mix je podle Pete Tonga nejlepší Essential mix za rok 2007.

## Diskografie

### Alba
- True Colours (2002)
- High Society (2004)
- Fabric Live 25 (2005)
- Tough Guys Don't Dance (2007)
- Watch The Ride (2008)
- Confidential (2009)
- The Agony And The Ecstasy (2012)
- Night Gallery (2017)
- Notes from the Underground (2020)

### Singly
- Make it Tonight/Mermaid Scar (2001)
- Return of Forever (2002)
- Global Love (2002)
- Basement Track (2003)
- Twilight's Last Gleaming (2004)
- Angels and Fly (2004)
- Racing Green/St Ives (2004)
- When the Lights Go Down/Magic (2005)
- Days Go By/What We Do (2005)
- Everything's Different/Green Screen (2007)
- If We Ever/Pink Flamingos (vydán 16. července 2007) UK - #148
- In-A-Gadda-Da-Vida/Forever And A Day (2007) UK Indie - #12
- The First Note Is Silent (2011)
- The Agony and the Ecstasy (2012)
- The Road Goes On Forever (2012)
- Spectrum Analyser" / "Some Things Never Change (2013)
- Who's Loving You (2014)
- How Love Begins (2016)
- Remind Me (2016)
- Questions (2017)
- The Beat Don't Feel the Same (2017)
- Save Somebody (2017)
- God Only Knows (2018)
- Days Go By (2019)
- Going Up (2019)
- Snare the Blame (2019)
- Time is Hardcore (2020)
- Rhythm is Changing (2020)
- Met Her at a Dance in Leicester (2021)
- Bourgeious Imagery (2021)
- Don't Need You (2021)